# Marc Cucurella
Marc Cucurella Saseta (Alella, 22 de julho de 1998) é um futebolista espanhol que atua como lateral-esquerdo ou zagueiro. Atualmente joga no Chelsea.

## Carreira
Formado nas categorias de base do Barcelona, o jogador atuou entre 2016 e 2019 pelo Barcelona B, mas não recebeu chances na equipe principal. Assim, acabou sendo emprestado para o Eibar na temporada 2018–2019 e para o Getafe na temporada 2019–2020. Destaque no Geta na La Liga, Cucurella foi comprado em definitivo no dia 1 de julho de 2020, por 11 milhões de euros.

### Brighton & Hove Albion
Da Espanha o lateral migrou para a Inglaterra, tendo sido contratado pelo Brighton & Hove Albion em agosto de 2021. Com grandes atuações na Premier League de 2021–22, em que o Brighton terminou na 9ª posição, Cucurella foi eleito o melhor atleta da temporada pelos torcedores.

### Chelsea
Após ter recebido ofertas do Manchester City e do Chelsea, foi anunciado oficialmente pelos Blues no dia 5 de agosto de 2022. Estreou pelo novo clube no dia seguinte, na vitória por 1 a 0 contra o Everton, fora de casa, em jogo válido pela Premier League.

## Títulos
Barcelona
- Copa do Rei: 2017–18

Chelsea
- Liga Conferência da UEFA: 2024–25[3]
- Mundial de Clubes FIFA: 2025[4]

Espanha
- Campeonato Europeu: 2024